# Pedagogika międzykulturowa
Pedagogika międzykulturowa – dział pedagogiki poświęcony problematyce społeczności zróżnicowanych kulturowo, etnicznie, religijnie, językowo.
Korzeni pedagogiki międzykulturowej szukać należy w niemieckiej pedagogice dla cudzoziemców. W połowie lat 80. XX wieku pedagogika dla cudzoziemców uległa reorientacji w kierunku pedagogiki adresowanej zarówno do grup mniejszościowych, jak i większościowych w danym społeczeństwie. Zmiana ta miała na celu zaakcentowanie potrzeby integracji współistniejących obok siebie kultur, ale nie poprzez asymilację, wchłonięcie większości przez mniejszość.
W Polsce pedagogika międzykulturowa wykładana jest obecnie m.in. na Uniwersytecie W Białymstoku jak i również Chrześcijańskiej Akademii Teologicznej w Warszawie oraz w Uniwersytecie Śląskim na Wydziale Etnologii i Nauk o Edukacji w Cieszynie (tzw. szkoła prof. Tadeusza Lewowickiego)